# Wachsenburggemeinde

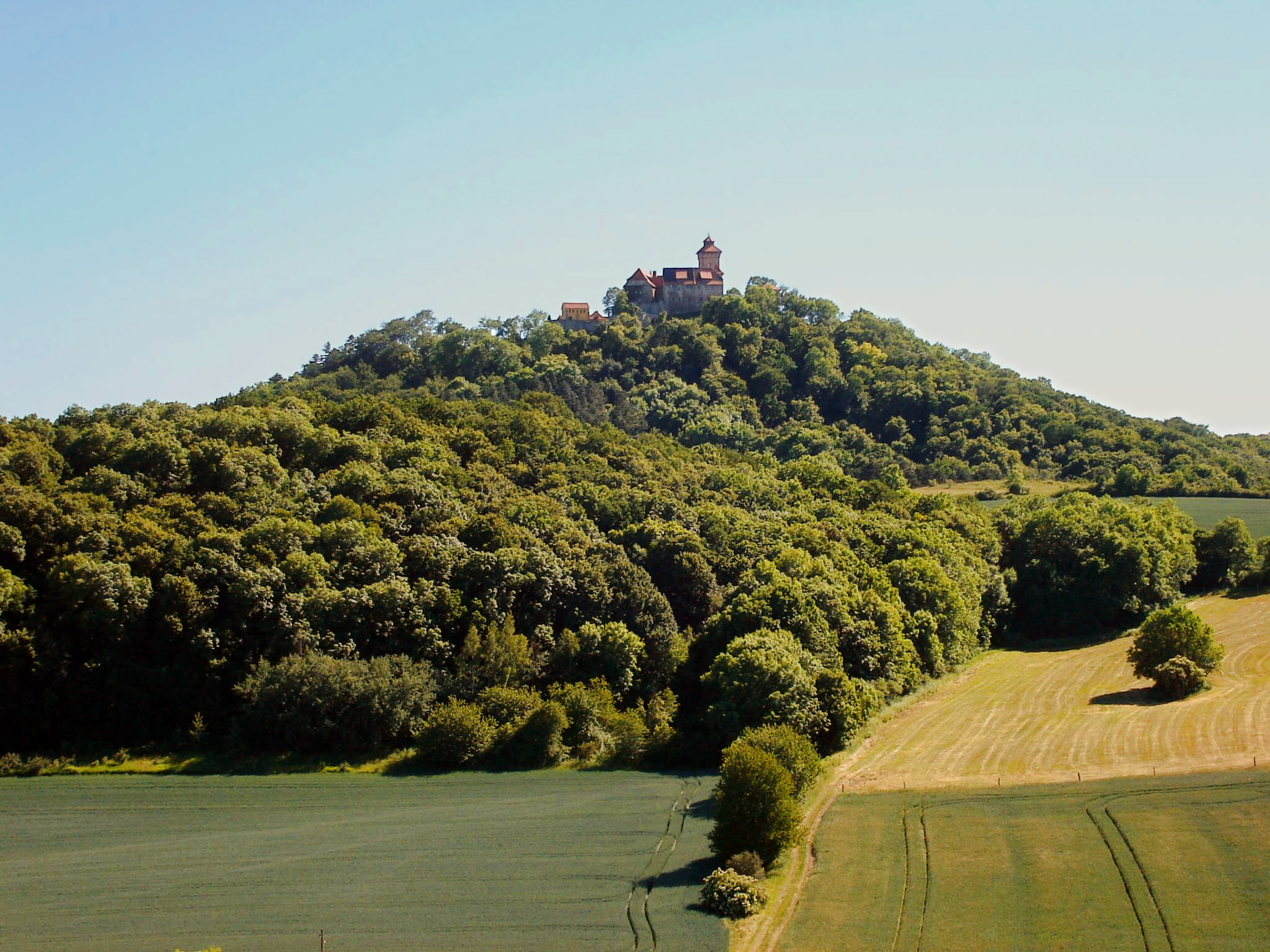
Die Veste Wachsenburg als Namensgeberin der Gemeinde

Die Wachsenburggemeinde war eine Gemeinde im Nordwesten des Ilm-Kreises in Thüringen, etwa 20 km südwestlich der Landeshauptstadt Erfurt gelegen. Sie bestand von 1994 bis 2012.

## Geografie

Lage der ehemaligen Gemeinde im Ilm-Kreis

### Lage
Das Gebiet der ehemaligen Wachsenburggemeinde liegt am Übergang des mittleren Thüringer Waldes zum Thüringer Becken am Südrand der Ohrdrufer Platte. Es wird West nach Ost von zwei Höhenzügen der Eichenberg–Gotha–Saalfelder Störungszone durchzogen, deren Bildung zu interessanten geologischen Phänomenen geführt haben, wie sie beispielsweise an der Salzquelle bei Sülzenbrücken sowie am Steinbruch in Haarhausen zu beobachten sind.
Im Zentrum des Gemeindegebietes lag auf einem Bergkegel, der sich etwa 150 m aus der Umgebung heraushebt, die Veste Wachsenburg, eine der Drei Gleichen, als Namensgeber.

### Nachbargemeinden
Nachbargemeinden der Wachsenburggemeinde waren (Stand 30. Dezember 2012) im Uhrzeigersinn, beginnend im Norden: Nesse-Apfelstädt, Ichtershausen, Arnstadt, Gossel, Wölfis, Drei Gleichen.

### Gemeindegliederung
Die Gemeinde bestand aus fünf Ortsteilen, die bis zu deren Bildung am 30. Juni 1994 alle selbstständige Gemeinden waren. Dies sind:
- Bittstädt (600 Einwohner)
- Haarhausen (594 Einwohner)
- Holzhausen (611 Einwohner)
- Röhrensee (214 Einwohner)
- Sülzenbrücken (641 Einwohner)

## Politik

### Bürgermeister
Bürgermeister der Gemeinde war während der gesamten Zeit ihres Bestehens Hans Ullrich (CDU).
Der Ortsteil Sülzenbrücken verfügte zusätzlich noch über einen Ortschaftsrat mit sechs Mitgliedern sowie mit Ludwig Frank (SPD) über einen Ortsbürgermeister. Die anderen Ortsteile verfügten nicht über eine solche Struktur.
|                                                                                          | Blasonierung: „In Schwarz auf einem grünen Berg eine silberne, rotbedachte Burg, bestehend aus einem Quergebäude mit drei Dachgauben, links daran ein spitzgiebliges Gebäude mit Tür mit einem kleineren spitzbedachten Turm an der linken Seite und rechts des Quergebäudes einen dieses überragenden Turm mit befenstertem Aufbau auf dem Turm und zwischen der Bedachung des Aufbaus und der Turmspitze; der Turm links beseitet von fünf goldenen aufrechten Ähren.“ |
| Das Wappen wurde am 16. Oktober 1998 durch das Thüringer Landesverwaltungsamt genehmigt. | |

## Geschichte
Das Gebiet der Wachsenburggemeinde gehört zu den ältesten Siedlungsgebieten Thüringens. Erste Besiedlungen sind aus dem 4. oder 5. Jahrhundert nachweisbar. Die Ortsteile Bittstädt, Haarhausen und Holzhausen wurden erstmals im Jahr 786 urkundlich erwähnt. Vom 17. bis zum Beginn des 20. Jahrhunderts waren die Dörfer der heutigen Gemeinde (bis auf Röhrensee, das zeitweilig zu Preußen gehörte) Teil des Herzogtums Sachsen-Gotha bzw. Sachsen-Coburg und Gotha. Danach kamen sie zum Landkreis Arnstadt bzw. (1952) zum Kreis Arnstadt, der 1994 im Ilm-Kreis aufging.
Der Zwang zur Effektivierung der Verwaltungsstrukturen führte schon bald nach der deutschen Wiedervereinigung zur Bildung der Verwaltungsgemeinschaft Wachsenburg, die 1994 in die Gründung der Wachsenburggemeinde mündete.
Am 31. Dezember 2012 wurden die Wachsenburggemeinde nach Ichtershausen eingegliedert und die so vergrößerte Gemeinde in Amt Wachsenburg umbenannt.
Zur weiteren Geschichte siehe die Artikel zu den einzelnen Ortsteilen bzw. zur Veste Wachsenburg.

## Religion
Die Orte der ehemaligen Wachsenburggemeinde sind seit dem 16. Jahrhundert vom Protestantismus geprägt. In jedem der fünf Ortsteile gibt es eine evangelische Kirche.

## Wirtschaft und Infrastruktur

### Wirtschaft
Die Dörfer der ehemaligen Gemeinde sind seit ihrer Gründung landwirtschaftlich geprägt. Nach 1990 haben sich mehrere Kleingewerbebetriebe angesiedelt. Das größte Unternehmen ist die Wachsenburg-Massiv-Haus AG. Daneben gibt es noch einige aus dem Gastronomie- und Tourismusbereich, von denen das Hotel und Restaurant auf der Wachsenburg das wichtigste ist.

### Verkehr
Die Ortsteile Haarhausen und Sülzenbrücken besitzen Haltepunkte an der Bahnstrecke Neudietendorf–Ritschenhausen, welche annähernd stündlich von Regionalbahnen der Erfurter Bahn und Süd-Thüringen-Bahn bedient werden. Es gibt umsteigefreie Verbindungen nach Erfurt, Arnstadt, Saalfeld, Ilmenau und Meiningen.
Die Bundesautobahn 4 berührt das nördliche Gemeindegebiet. Die nächstgelegenen Abfahrten sind Arnstadt West und Wandersleben.

## Sonstiges
Die Wachsenburggemeinde war vor ihrer Eingliederung nach Ichtershausen die einzige Gemeinde in Deutschland, die die Bezeichnung Gemeinde im Namen trug.